# Fünfkreisesatz von Miquel
Unter dem Fünfkreisesatz von Miquel werden in der Geometrie Aussagen verstanden, die auf Auguste Miquel zurückgehen und die für fünf sich schneidende Kreise gelten, die auf einem Pentagramm liegen. 
| Die erste Aussage ist, dass wenn fünf Kreise durch die Eckpunkte eines Pentagramms und die nächstgelegenen Schnittpunkte der Pentagrammseiten führen, sich die Kreise außerdem in Punkten schneiden, die auf einem gemeinsamen Kreis liegen. Dies wird auch Sternfünfeck-Satz von Miquel oder Pentagrammsatz von Miquel genannt.                                             |
| Die Umkehrung gilt, wenn die Mittelpunkte der gegebenen Kreise auf dem Kreis ihrer Schnittpunkte liegen: Liegen fünf der Schnittpunkte von fünf Kreisen auf einem gemeinsamen Kreis, auf dem sich auch die Mittelpunkte der fünf Kreise befinden, dann treffen sich die Verbindungsgeraden der benachbarten zweiten Schnittpunkte der Kreise auf den fünf gegebenen Kreisen. |